# Hochdorf-Assenheim
Hochdorf-Assenheim è un comune di 3.082 abitanti della Renania-Palatinato, in Germania.
Appartiene al circondario (Landkreis) del Rhein-Pfalz-Kreis (targa RP) ed è parte della comunità amministrativa (Verbandsgemeinde) di Dannstadt-Schauernheim.